# Gold Beach

Cromwell-Panzer mit Soldaten auf dem Weg zum Gold Beach

Gold Beach bezeichnete bei der Landung der Alliierten in der Normandie während des Zweiten Weltkriegs einen acht Kilometer langen französischen Küstenabschnitt zwischen La Rivière und Longues-sur-Mer im Département Calvados.
Der Landungsstrand war unterteilt in die vier Abschnitte How, Item, Jig und King. Die beiden letzten waren weiterhin jeweils in die Unterabschnitte Green und Red unterteilt, so dass insgesamt sechs Sektoren vorhanden waren.
Zur Verteidigung lagen hier Teile der deutschen 716. Infanterie-Division und bei Le Hamel ein Bataillon der 352. Infanterie-Division, die Kampfgruppe Meyer. Die Stellungen befanden sich hauptsächlich in den strandnahen Häusern und waren besonders in La Rivière, Arromanches, Le Hamel und Longues-sur-Mer konzentriert. Auf einem Kliff bei Longues-sur-Mer befand sich zudem ein deutscher Beobachtungsposten, der das Feuer einer aus vier 15,5-cm-Geschützen bestehenden Batterie leitete, die etwa einen Kilometer im Hinterland stand. Die Batterie selbst war wie der Beobachtungsposten durch einen Meter starke Betonmauern gesichert.

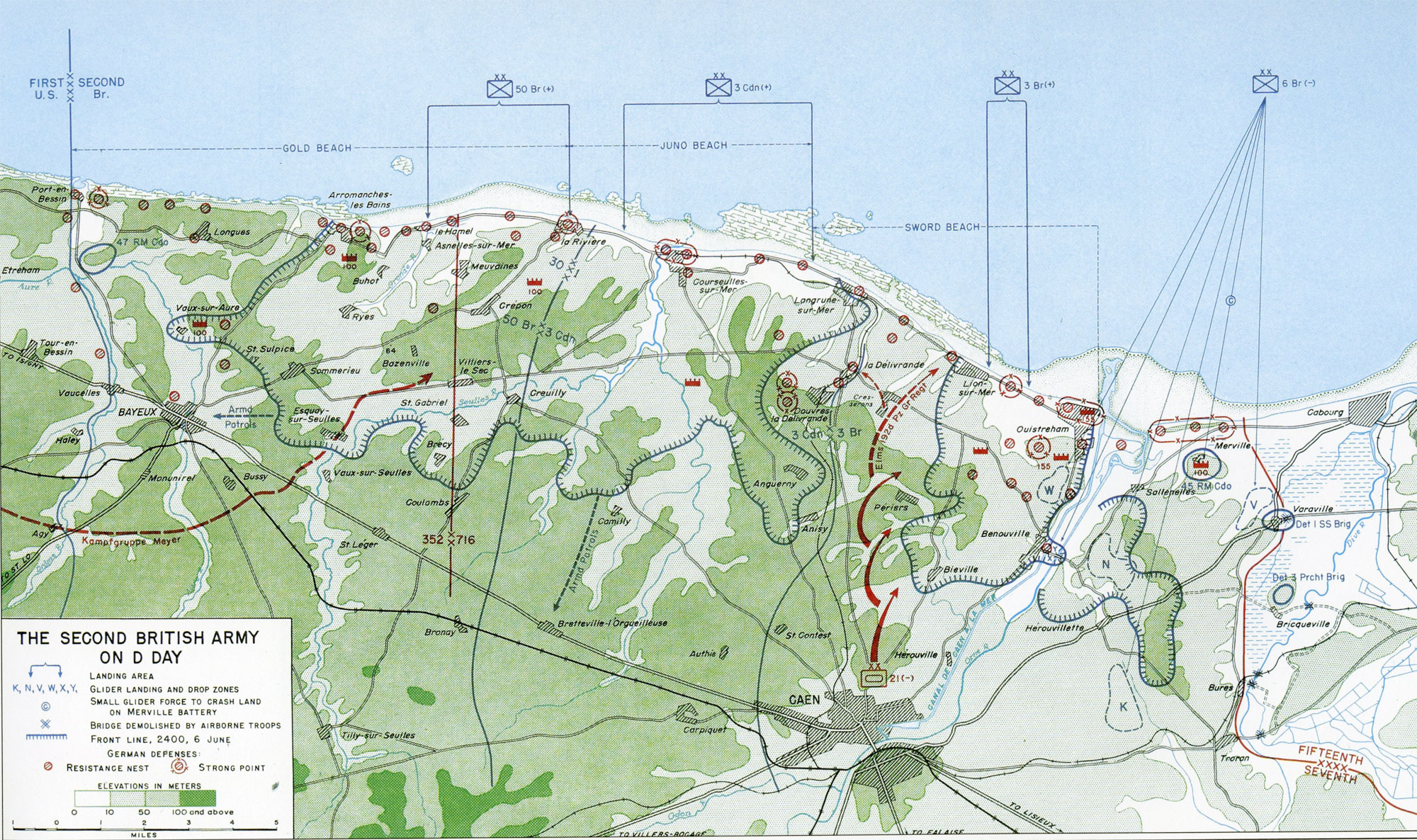
Operationen der britischen 2. Armee am D-Day

Britische Truppen der 50th (Northumbrian) Division unter dem Kommando von Major General Douglas Graham zugehörig der britischen 2. Armee unter Lieutenant General Miles Dempsey landeten am D-Day (6. Juni 1944) im Rahmen der Operation Overlord an diesem Strandabschnitt. Sie bestanden aus den vier Regimentern Devonshire, Hampshire, Dorsetshire und East Yorkshire. Weiterhin waren im Jig-Sektor die 231. Brigade und im King-Sektor die 69. Brigade den Landungstruppen zugewiesen, da die Strände lang genug waren, um die Soldatenanzahl zweier Brigaden bei der Landung aufzunehmen. Im Item-Sektor kämpfte das 47. Royal Marine Kommando zusammen mit der 50. Division.
Ihre Aufgabe bestand darin, einen Brückenkopf am Strand zu bilden und noch am Invasions-Tag die Kleinstadt Arromanches-les-Bains einzunehmen, die als Lagepunkt für den Mulberry-Hafen „B“ ausgewählt worden war. Danach sollte inländischer Truppenkontakt zu den US-amerikanischen Einheiten – von Omaha Beach kommend – und den kanadischen Truppen – von Juno Beach kommend – hergestellt werden.

Universal Carriers der 50. Division erreichen Gold Beach

Die Landungszeit war auf 7:25 Uhr festgelegt worden, eine Stunde nach den westlichen Landungen bei Utah und Omaha. Dies resultierte aus der Richtung der Flut, die den Gold-Abschnitt von der Atlantikküste aus um etwa eine Stunde später erreichte. Da an diesem Tag aber ein sehr starker Nordwestwind vorherrschte, lief das Wasser viel schneller anlandig, als vorher errechnet. Die Strandhindernisse („Rommelspargel“) gegen die Landungsboote waren daher schon vollständig unter Wasser und die britischen Sprengkommandos konnten sie nicht mehr zu kontrollierten Sprengungen erreichen. Durch das dadurch langsamere Manövrieren der offenen Boote wurde es für die Soldaten darin zusätzlich sehr gefährlich, da sie von den deutschen Stellungen aus länger unter MG-Feuer genommen werden konnten. Von den ersten anlaufenden Landing Craft, Tanks (LCT) liefen 20 auf Minen und wurden leicht bis schwer beschädigt, sie hatten allerdings Panzer als Ladung.
Da die deutschen Verteidiger an diesem Strandabschnitt aber keine schweren Artilleriegeschütze hatten, war der Widerstand gegen die angreifende britische Infanterie von Anfang an nicht sehr effektiv; die meisten Widerstandsnester (WN) waren ohnehin schon durch die frühmorgendlichen Bombardements vor der Landung ausgeschaltet worden. Hinzu kam, dass der deutsche Generalleutnant Dietrich Kraiss die durch den heftigen Wind unbeabsichtigt weit abgetriebenen Fallschirmjäger der 101. US-Luftlandedivision (mit einer sehr großen Anzahl von Paradummies) in der Umgebung von Vire als die primäre Bedrohung ansah und gegen 4:00 Uhr einen Großteil seiner Truppen dorthin in Marsch setzte. Als er seinen schwerwiegenden Irrtum bemerkte, hatten seine Männer schon fast 30 Kilometer zurückgelegt.
Die See am Gold Beach war deutlich aufgewühlter als weiter östlich am Sword Beach, so dass beschlossen wurde, die DD tanks direkt mit den Landungsbooten an Land zu bringen und sie nicht vorher auf See auszusetzen. Daher waren sie nicht – wie geplant – als erste Einheiten am Strand und konnten so die deutschen Stellungen nicht vor der Landung der Bodentruppen unter Feuer nehmen, sondern kamen zusammen mit den Invasionstruppen an. In einigen Abschnitten begannen die deutschen Verteidiger sofort, die noch am Strandsaum befindlichen DDs mit Panzerabwehrgeschossen anzugreifen und dabei gelang es ihnen, einige außer Gefecht zu setzen.

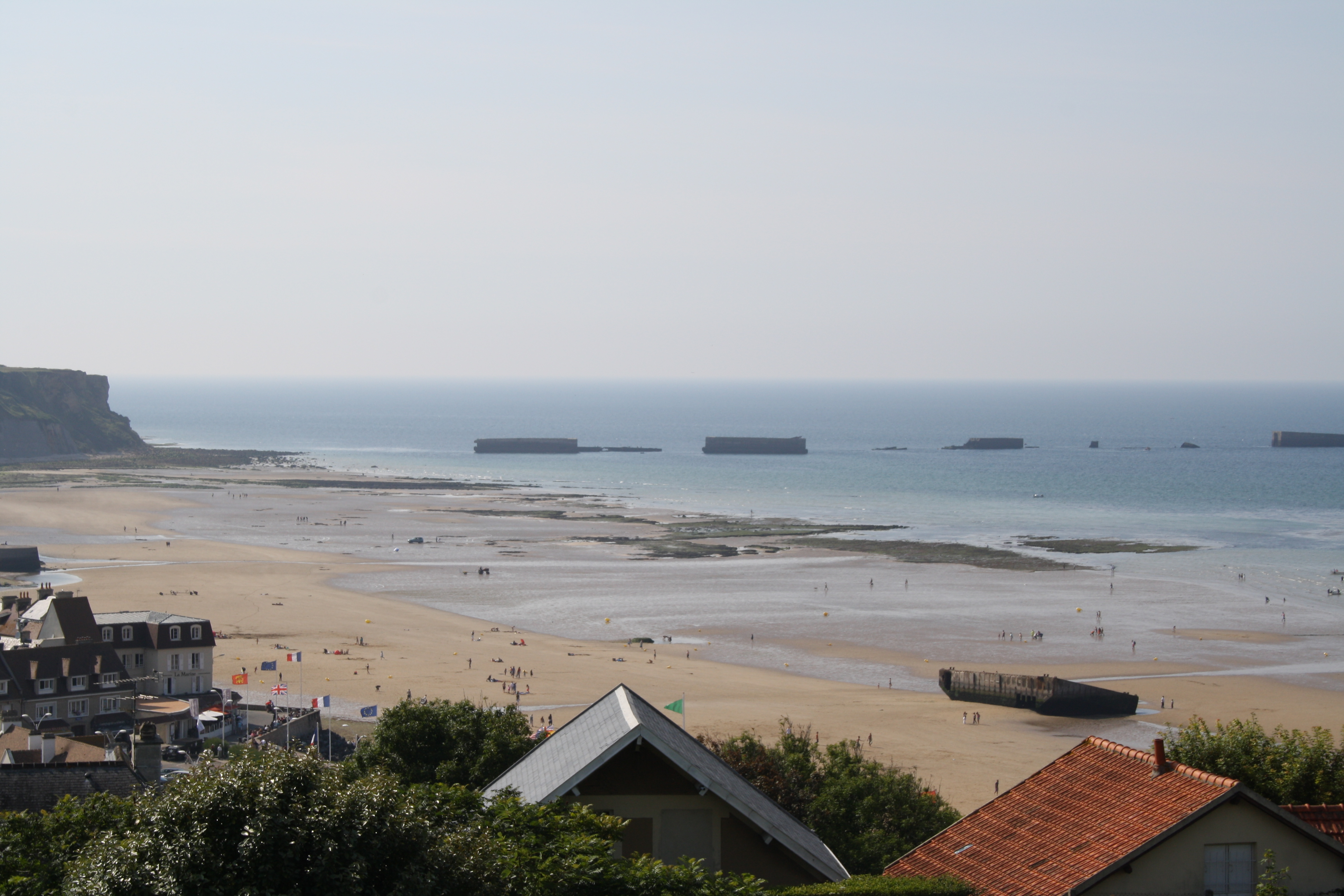
Gold Beach vor Arromanches, 2011

Als der deutsche Widerstand dann nach und nach immer heftiger wurde, beschloss die 50. Division spontan durchzubrechen, um den Verteidigern die Möglichkeit zu nehmen, doch noch Artillerie beischaffen zu können. Dieser Durchbruch gelang ihr bei relativ wenigen Verlusten, was nicht zuletzt an der üppigen Ausstattung der Landungstruppen mit Panzern und gepanzerten Fahrzeugen der 79. Britischen Panzerdivision lag. Dazu gehörten die sogenannten Hobart’s Funnies, die mit 290-mm-Mörsern ausgestattet waren und Hindernisse wie Minenfelder und größere Befestigungen aus dem Weg räumen sollten. Der wohl bekannteste für diese Spezialaufgabe umgebaute Panzer war der Crab, oder auch Flail tank (Flegel-Panzer), der mit einem weit nach vorne herausragenden Gestell, an dem lange rotierende Ketten angebracht waren, das Terrain von Minen und anderen Hindernissen freimachen konnte. Die solchen Fahrzeugen folgende Infanterie konnte dadurch ohne nennenswerte Verluste den Strandabschnitt einnehmen.
La Rivière fiel schon morgens um 10:00 Uhr und Le Hamel war am Nachmittag in britischer Hand. Dazu gelang es dem britischen Kreuzer Ajax nach einem längeren Duell mit der deutschen Batterie bei Longues-sur-Mer, diese auszuschalten.
Die Briten brachten an Gold Beach bis zum frühen Abend des D-Day erstaunliche 25.000 Mann an Land und verzeichneten dabei insgesamt etwa 400 Tote. Durch die hohe Zahl der angelandeten Soldaten konnte der Brückenkopf auf zehn Kilometer ins Inland ausgebaut werden und damit Truppenkontakt mit den östlich von ihnen gelegenen Kanadiern von Juno Beach hergestellt werden. Die Kleinstadt Arromanches wurde gegen 22:30 Uhr vollständig besetzt und kurz vor Mitternacht erreichten die Briten sogar die Außenbezirke der Stadt Bayeux. Die ebenfalls an diesem Tag geplante Verbindung mit den Truppen von Omaha Beach gelang jedoch an diesem Tag nicht, einerseits war Omaha der größte Strandabschnitt der ganzen Invasion, andererseits hatten die US-Amerikaner auch noch die größten Probleme bei der Einnahme und die meisten Toten (dazu siehe auch: Widerstandsnest 62). Der Lückenschluss konnte tatsächlich erst zwei Tage später am Abend des 8. Juni gemacht werden.